# Найманець (фільм)
Найманець (англ. Mercenary) — американський бойовик 1996 року.

## Сюжет
У кривавій бійні, яку влаштував міжнародний терорист Фенікс, гине дружина бізнесмена Джонаса Емблер. Мільйонер, який дивом залишився в живих, жадає помсти і наймає капітана «Яструба» — єдиного, хто здатний впоратися з Феніксом, щоб разом з ним відправитися в саме лігво терориста.

## У ролях
- Олів'є Грюнер — капітан Карл «Яструб» Мей
- Джон Ріттер — Джонас Емблер
- Роберт Калп — МакКлін
- Ед Лотер — Джек Кокран
- Майкл Зелнікер — Алан Бейлі
- Мартін Коув — Фенікс
- Лара Харріс — Джоанна Емблер
- Ліндсі Гінтер — Кліндж
- Нілс Аллен Стюарт — Поганий Дейв
- Майкл Рейд Девіс — Хендрікс
- Дюк Валенті — бос бандит
- Кевін Ноттс — бармен